# Costa San Giorgio
La Costa San Giorgio est une rue montante du quartier Oltrarno de Florence qui part de la piazza Santa Felicita près du Ponte Vecchio et qui rejoint  sur les hauts de la colline, par la Porta San Giorgio, la via di belvedere près du Forte Belvedere et se poursuit en via San Leonardo.
Elle doit son nom à la Chiesa di San Giorgio alla Costa.
On y trouve la maison où séjourna Galilée et l'Accademia Costa San Giorgio.